# Langues bak
Les langues bak sont des langues africaines constituant une branche des langues atlantiques, elles-mêmes rattachées aux langues nigéro-congolaises.
On en dénombre une quinzaine, dont le diola et ses différents dialectes (bandial, karone, kwatay, mlomp...), le manjaque, le mancagne, le papel ainsi que le balante.
Elles sont parlées surtout dans le sud du Sénégal (Casamance), en Guinée, en Guinée-Bissau ou en Gambie.